# クリストファー・ノーラン (作家)
クリストファー・ノーラン（Christopher Nolan、1965年9月6日 - 2009年2月20日）は、アイルランドの詩人・作家。15歳で処女作を出版し、1988年の自叙伝でウィットブレッド文学賞を受賞。イギリスの名誉文学博士号および国連作家協会（United Nations Society of Writers）優秀メダル、またアイルランドの「パーソン・オブ・ザ・イヤー」に選ばれた経歴をもつ。

## 生い立ち
ジョゼフとバーナデットのノーラン夫妻（Joseph and Bernadette Nolan）を両親に持つ。アイルランドのマリンガーで育ち、大学進学時にダブリンへ転居。セントラル・レメディアル・クリニック・スクール（Central Remedial Clinic School）、マウント・テンプル・コンプリヘンシヴ・スクール (Mount Temple Comprehensive School) 、およびダブリンのトリニティ・カレッジで学んだ。
分娩時の合併症のためノーランは先天性の脳性麻痺をもって生まれ、動かすことができるのは僅かに頭部と眼のみであった。そのため執筆の際には専用のコンピュータとキーボードを用い、母バーナデットが手で頭を支えて額に固定したポインタによる文字の選択を補助した。周囲の者とは眼球による信号でコミュニケートしていた。
同じくアイルランド出身のロックバンドU2と交流があり、U2は彼についての曲「ミラクル・ドラッグ」（Miracle Drug, 『ハウ・トゥ・ディスマントル・アン・アトミック・ボム』所収）を書いている。
ノーランについてのU2のヴォーカルボノの言葉：
| 「 | 僕らはみな同じ学校へ通っていて、ちょうど卒業することにクリストファー・ノーランが入学してきた。彼は生まれたときに2時間ほど酸欠になったので体の両側に麻痺があったが、母親はクリストファーの意思を信じて自宅学習を行なっていた。そうするうちに首の筋肉のひとつを動かせるようになる薬が見つかり、彼らはクリストファーの額にユニコーンのような装置を付けてタイピングの習得を進めることにした。そうやってそれまで彼の頭に詰め込まれていた詩がようやく出口を見つけることができた。クリストファーは『夢の決壊』（Dam-Burst of Dreams）と名付けて詩集を出版し、数多の賞を受け、大学へ出て天才になった。すべては母親の愛と医学の進歩のおかげだ。 | 」 |

死を受けて発表された家族のコメント：
| 「 | 昨日、気管へ進入した異物によって酸欠が起こり、40年前に同じ酸欠によって決定的なダメージを受けたその生命を奪うこととなりました。 | 」 |

## 作品
Dam Burst of Dreams
詩集。1981年15歳の時点で出版。同郷のウィリアム・イェイツやジェイムズ・ジョイスなどとも比肩され高い評価を得た。
Under the Eye of the Clock
1987年発表の自伝。ウィットブレッド文学賞受賞。三人称で書かれ、障害についても詳述している。
Torchlight And Lazer Beams
1988年の戯曲。ダブリン演劇祭（Dublin Theatre Festival - Gaiety Theatre, Dublin）の際に舞台監督マイケル・スコット（Michael Scott）と共作。上記自伝の舞台版に未発表の詩を加えたもの。
The Banyan Tree
1999年発表。アイルランド人女性と人生、結婚とその子供たちを描く。